# Alps Julians
Els Alps julians (eslovè: Julijske Alpe; italià: Alpi Giulie) són una serralada que forma part dels Alps que s'estenen des de nord-est d'Itàlia fins a Eslovènia, on s'alcen fins als 2.864 metres en el puig Triglav. Van ser anomenats així per Juli Cèsar, que va establir el domini romà sobre aquests en fundar als seus peus el municipium de Forum Julii, actual Cividale del Friuli, i són part dels Alps calcaris del Sud. Una gran part dels Alps julians estan dins del Parc Nacional Triglav.

## Cims
Els cims més importants en són:
- Triglav, 2.864 m
- Jôf di Montasio/Montaž/Montasch, 2.755 m
- Škrlatica, 2.740 m
- Mangart, 2.679 m
- Jalovec, 2.645 m
- Razor, 2.601 m
- Kanin, 2.582 m
- Kanjavec, 2.568 m
- Prestreljenik, 2.500 m
- Tošc, 2.275 m
- Krn, 2.244 m

## Collades
Algunes collades importants dels Alps julians:
- Vršič, 1.611 m, connecta la vall del Sava amb la del Soča. És la collada més elevada d'Eslovènia.
- Collada Predil (Villach/Beljak per Tarvisio/Trbiž i Bovec fins a Gorizia/Gorica), camí asfaltat de 1.156 m.
- Hrušica/Birnbaumerwald (Ljubljana fins a Gorizia/Gorica), camí asfaltat de 883 m.
- Saifnitz o collada Pontebba/Tabeljski prelaz (Villach/Beljak per Tarvisio/Trbiž i Pontebba/Tablja fins a Udine/Videm), ferrocarril, camí asfaltat, autopista/autostrada/avtocesta a 797 m.